# Cathédrale de Calabozo
La cathédrale de Calabozo est une cathédrale vénézuélienne de style baroque dédiée à tous les saints et siège de l'archidiocèse de Calabozo. Elle est un bel exemple de l'influence baroque sur l'architecture religieuse du pays.

## Historique
Le projet de construction de la cathédrale est né le 1er février 1724, jour de la fondation de Calabozo, elle est construite entre 1754 et 1790 en style baroque et le meilleur témoignage de l'influence baroque sur l'architecture religieuse au Venezuela sauf la coupole avec l'horloge qui est un rajout du XXe siècle. C'est un bâtiment emblématique de la ville et elle est considérée comme une des plus importantes cathédrales du Venezuela.